# Джабик
Джабик (рос. Джабык) — селище залізничної станції у Карталинському районі Челябінської області Російської Федерації.
Входить до складу муніципального утворення Єленинське сільське поселення. Населення становить 757 осіб (2010).

## Історія
Від 4 листопада 1924 року належить до Карталинського району Челябінської області.
Згідно із законом від 17 вересня 2004 року органом місцевого самоврядування є Єленинське сільське поселення.

## Населення
| 2002 | 2010 |
| ---- | ---- |
| 853  | ↘757 |